# William Murray, 1. hrabě z Mansfieldu
William Murray, 1. hrabě z Mansfieldu (William Murray, 1st Earl of Mansfield, 1st Baron Mansfield) (2. března 1705, Scone Palace, Skotsko – 20. března 1793, Kenwood House, Londýn, Anglie) byl britský právník a politik. Od mládí zastával vysoké funkce v anglické justici, nakonec byl historicky nejdéle úřadujícím lordem nejvyšším sudím (1756–1788). Z titulu svých funkcí byl iniciátorem četných reforem britského právního systému, souběžně byl vlivným politikem strany toryů. Od roku 1756 byl s titulem barona členem Sněmovny lordů, v roce 1776 byl povýšen na hraběte. Jeho dědicem byl synovec David Murray, 2. hrabě z Mansfieldu (1727–1796), dlouholetý diplomat a nakonec ministr zahraničí.

## Kariéra

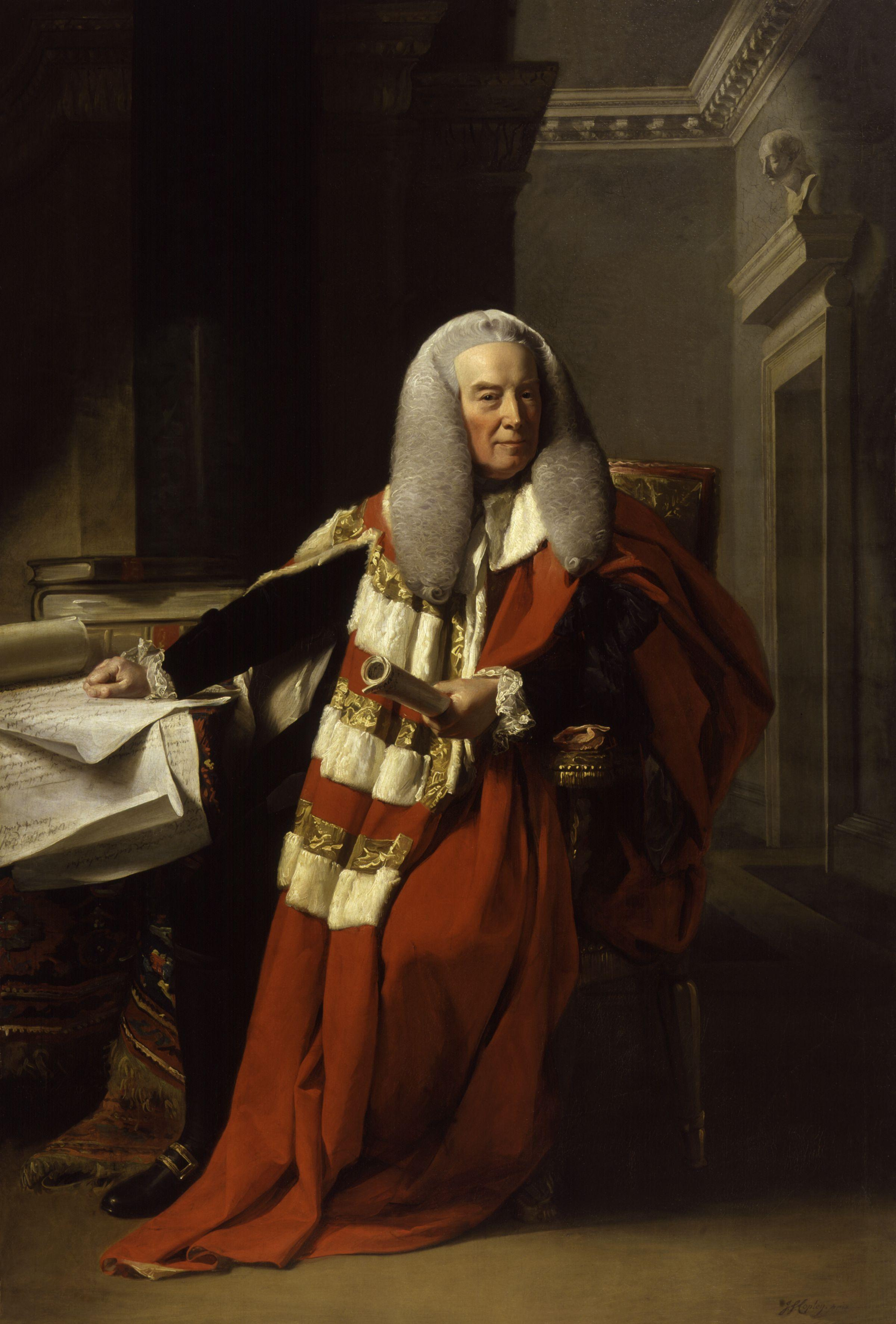
Nejvyšší sudí William Murray, 1. hrabě z Mansfieldu (1783, John Singleton Copley, Národní portrétní galerie, Londýn

Pocházel z významného skotského rodu Murrayů, patřil k linii, která od roku 1621 užívala titul vikomta Stormonta. Narodil se jako čtvrtý syn Davida Murraye, 5. vikomta Stormonta (1665–1731). Studoval ve Westminsteru a Oxfordu, od mládí působil jako právník ve Skotsku, kde jako advokát vynikl ve známých soudních sporech. Díky spříznění s rodinou Finchů přesídlil po pádu Walpolovy vlády do Londýna, stal se královským justičním radou (King's Counsel, 1742) a nejvyšším státním zástupcem (solicitor general, 1742–1754), v letech 1742–1756 byl též členem Dolní sněmovny. V letech 1754–1756 byl právním zástupcem koruny (attorney general). I když nominálně nepatřil k nejvyšším státním úředníkům, jako stoupenec toryů a vynikajicí právník patřil k předním řečníkům v Dolní sněmovně.
Přes třicet let zastával funkci lorda nejvyššího sudího (Lord Chief Justice of the King's Bench, 1756–1788) a do vysokého věku si udržel značný vliv v justici i politice. V roce 1756 byl zároveň povýšen na barona a vstoupil do Sněmovny lordů. Jako nejvyšší sudí se chtěl věnovat především práci v justici a patřil k zakladatelům moderního obchodního práva, zůstával ale i významnou osobností politiky a pokud byli u moci toryové, obhajoval vládní politiku ve Sněmovně lordů. V letech 1756 a 1757 byl dvakrát provizorně kancléřem pokladu. V závěru sedmileté války se na protest proti přerušení mírových jednání odmítl zúčastnit zasedání vlády. V letech 1760 a 1770–1771 byl z titulu svých funkcí předsedou Sněmovny lordů. Z úřadu nejvyššího sudího odešel v červnu 1788.
Na jeho počest bylo pojmenováno město Mansfield v USA (1775).

## Rodinné a majetkové poměry

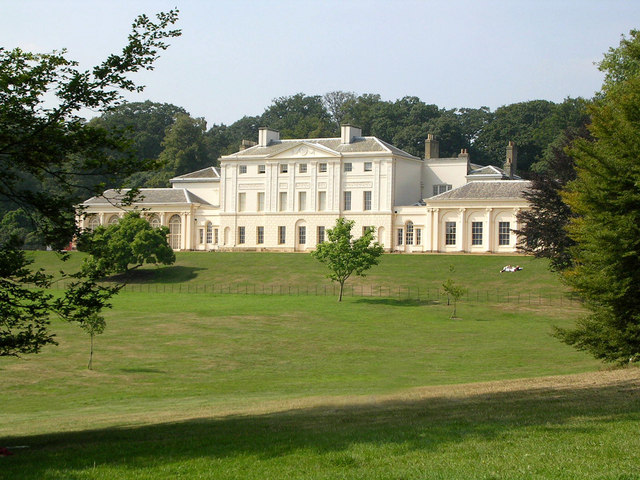
Palác Kenwood House (Londýn), hlavní sídlo 1. hraběte z Mansfieldu

Jeho manželkou byla Elizabeth Finch (1705–1784), dcera 2. hraběte z Nottinghamu. Manželství zůstalo bez potomstva, ale William získal pro své příbuzné dva hraběcí tituly z Mansfieldu (1776 a 1792). Synovec David Murray, 2. hrabě z Mansfieldu (1727–1796), byl dlouholetým diplomatickým zástupcem v různých zemích a v letech 1779–1782 ministrem zahraničí.
V roce 1754 koupil pozemky se zámkem Kenwood House severně od Londýna (dnes čtvrť Hampstead v severním Londýně). Přestavbou zámku Kenwood House pověřil v roce 1760 skotského architekta Roberta Adama, který jako autor projektu dostal zcela volnou ruku při realizaci svých představ. Díky tomu vznikla architektonicky čistá stavba reprezentující tzv. Adamův sloh vycházející z antických a italských renesančních vzorů. William Murray se do zámku nastěhoval v roce 1780 a také zde zemřel, pohřben byl ve Westminsterském opatství.